# Victorella
Victorella is een mosdiertjesgeslacht uit de familie van de Victorellidae en de orde Ctenostomatida. De wetenschappelijke naam ervan is in 1870 voor het eerst geldig gepubliceerd door Saville-Kent.

## Soorten
- Victorella araceae Vieira, Migotto & Winston, 2014
- Victorella bengalensis Annandale, 1908
- Victorella bergi Abrikosov, 1959
- Victorella continentalis Braem, 1911
- Victorella muelleri (Kraepelin, 1887)
- Victorella pavida Saville-Kent, 1870
- Victorella pseudoarachnidia Jebram & Everitt, 1982
- Victorella soulei d'Hondt, 1976
- Victorella symbiotica Rousselet, 1907